# Wallace Reid

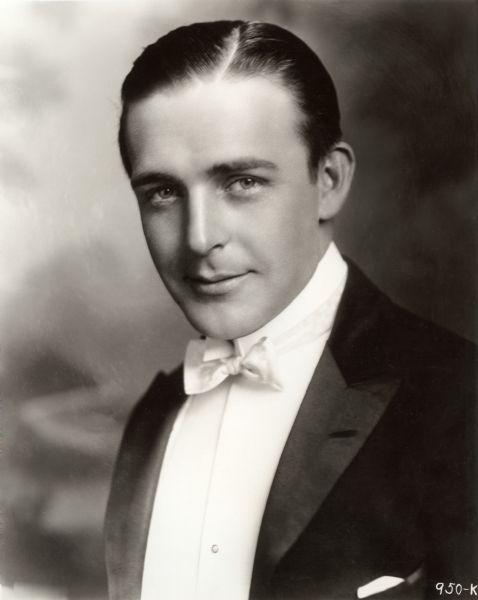
Wallace Reid, 1920

Wallace Reid, nome completo William Wallace Reid (St. Louis, Missouri, 15 de abril de 1891 - Los Angeles, Califórnia, 18 de janeiro de 1923) foi um ator, diretor e roteirista norte-americano da era do cinema mudo, ativo entre as décadas de 1910 e 1922.

## Filmografia selecionada
- The Ways of Fate (1913)
- The Birth of a Nation (1915)
- To Have and to Hold (1916) (Perdido)
- Maria Rosa (1916)
- Intolerance (1916)
- The Prison Without Walls (1917; curta-metragem)
- The World Apart (1917) (Perdido)
- Big Timber (1917) (Perdido)
- The Woman God Forgot (1917)
- The Thing We Love (1918) (Perdido)
- You're Fired (1919)
- Hawthorne of the U.S.A. (1919) (Biblioteca do Congresso)
- Excuse My Dust (1920) (Biblioteca do Congresso)
- The Dancin' Fool (1920)
- Sick Abed (1920) (Biblioteca do Congresso)
- The Hell Diggers (1921) (Perdido)
- Forever (1921) (Perdido)
- Don't Tell Everything (1921) (Perdido)
- Rent Free (1922) (Perdido)
- The World's Champion (1922) (Incompleto; Biblioteca do Congresso)
- Nice People (1922) (Perdido)
- Clarence (1922) (Perdido)
- Thirty Days (1922) (Perdido)
- The Ghost Breaker (1922) (Perdido)